# Salticus kraali
Salticus kraali là một loài nhện trong họ Salticidae.
Loài này thuộc chi Salticus. Salticus kraali được Tord Tamerlan Teodor Thorell miêu tả năm 1878.